# 3965-ös busz
A 3965-ös jelzésű autóbuszvonal egy Tiszaújváros és Mezőcsát között közlekedő helyközi járat, amelyet a Volánbusz Zrt. üzemeltet Tiszatarján érintésével.

## Útvonala
Tiszaújváros MOL autóbusz-váróteremtől indul (mindössze egy alkalommal). Az egykori Tiszai Vegyi Kombinát mellett kialakított végállomást elhagyva érinti az autóbusz-állomást, majdnem az összes járatnak végállomása. Ezután néhány a Dózsa György utcát is érinti. A 3313-as mellékúton hagyja el a járásközpontot, első település Tiszapalkonya, aztán a szomszédos Oszlár következik. Az M3-as autópályát keresztezve Hejőkürtöt éri el, ezt követően rengeteg indítás Tiszatarján zsákfaluba is kitér. Az Észak-alföldi-hordalékkúpsíkságon át 5 kilométer múlva a környék egyik kisvárosa, Mezőcsát található, a vonal végállomása az autóbusz váróterme.
Ellentétes irányban csak a tiszaújvárosi autóbusz-állomásig közlekedik.

## Közlekedése
Indításszáma magas, a környék falvait közösen a 3963-as, 3964-es, 4008-as járatok szolgálják ki a teljes vonalat. Két pár a borsodi városból csak Oszlárig közlekedik.
| Útvonala                                          | Indításszáma    | Közlekedése               |
| ------------------------------------------------- | --------------- | ------------------------- |
| Tiszaújváros, MOL aut. vt. ➝ Mezőcsát, aut. vt.   | 1 oda           | munkanapokon              |
| Tiszaújváros, aut. áll. – Oszlár, aut. vt.        | 2 pár           | tanítási napokon          |
| Tiszaújváros, aut. áll. – Tiszatarján, aut. ford. | 1 pár           | tanítási napokon          |
| Tiszaújváros, aut. áll. – Mezőcsát, aut. vt.      | 7 oda, 9 vissza | tanítási napokon          |
| Tiszaújváros, aut. áll. – Mezőcsát, aut. vt.      | 7 oda, 8 vissza | tanszünetben munkanapokon |
| Tiszaújváros, aut. áll. – Mezőcsát, aut. vt.      | 5 pár           | hétvégén                  |

## Megállóhelyei
| 0                                              | Tiszaújváros, MOL autóbusz-váróterem végállomás    | 0.0 km  | 1450 3731, 3733, 3737, 3745, 3952, 3960, 3963, 3964, 3966, 3968, 3970, 3971, 3975, 4008, 4240, 4484                                                                               |
| 1                                              | Tiszaújváros, autóbusz-állomás végállomás          | 2.2 km  | 1, 1A, 2, 3 1055, 1374, 1426, 1427, 1428 3731, 3733, 3737, 3739, 3744, 3745, 3752, 3952, 3960, 3963, 3966, 3967, 3968, 3969, 3970, 3971, 3974, 3975, 4008, 4009, 4240, 4241, 4484 |
| 2                                              | Tiszaújváros, művelődési ház                       | 3.0 km  | 2, 3 3731, 3733, 3737, 3739, 3744, 3745, 3952, 3960, 3963, 3966, 3968, 3970, 3971, 3975, 4008, 4240, 4241, 4484                                                                   |
| 3                                              | Tiszaújváros, bejárati út                          | 3.4 km  | 2 1369, 1370, 1372, 1410, 1426, 1427, 1428, 1450 3731, 3733, 3737, 3739, 3744, 3745, 3952, 3960, 3963, 3964, 3966, 3968, 3970, 3971, 3975, 4008, 4240, 4241, 4484                 |
| 4                                              | Tiszaújváros, Volán-telep                          | 4.2 km  | 2 1369, 1370, 1372, 1410, 1450 3739, 3952, 3960, 3963, 3964, 4008, 4240, 4241, 4484                                                                                               |
| Naponta 2 indítás érinti.                      |                                                    |         | |
| ∫                                              | Tiszaújváros, Dózsa György utca                    | ∫       | 3 1369, 1450 3952, 3960, 3963, 3964, 4008, 4240, 4484 |
| 5                                              | Tiszaújváros, MOL V. kapu                          | 6.6 km  | 3963, 3964, 4008 |
| 6                                              | Tiszaújváros, Honvéd utca bejárati út              | 7.3 km  | 3963, 3964, 4008 |
| 7                                              | Tiszapalkonya, temető                              | 8.7 km  | 3963, 3964, 4008 |
| 8                                              | Tiszapalkonya, községháza                          | 9.3 km  | 3963, 3964, 4008 |
| 9                                              | Tiszapalkonya, Bem József utca 12.                 | 9.7 km  | 3963, 3964, 4008 |
| 10                                             | Tiszapalkonya, Hunyadi utca                        | 10.3 km | 3963, 3964, 4008 |
| 11                                             | Oszlár, autóbusz-váróterem vonalközi végállomás    | 11.9 km | 3963, 3964, 4008 |
| 12                                             | Hejőkürt, logisztikai központ                      | 14.2 km | 3963, 3964, 4008 |
| 13                                             | Hejőkürt, Szent István utca 21.                    | 15.8 km | 3963, 3964, 4008 |
| 14                                             | Hejőkürt, autóbusz-váróterem                       | 16.3 km | 3963, 3964, 4008 |
| 15                                             | Tiszatarjáni elágazás                              | 18.7 km | 3963, 3964, 4008 |
| Munkanapokon 3; hétvégén 1 indítás nem érinti. |                                                    |         | |
| 16                                             | Tiszatarján, temető                                | 20.3 km | 3963, 3964, 4008 |
| 17                                             | Tiszatarján, Árpád utca 38.                        | 21.1 km | 3963, 3964, 4008 |
| 18                                             | Tiszatarján, autóbusz-forduló vonalközi végállomás | 21.7 km | 3963, 3964, 4008 |
| 19                                             | Tiszatarján, Árpád utca 38.                        | 22.3 km | 3963, 3964, 4008 |
| 20                                             | Tiszatarján, temető                                | 23.1 km | 3963, 3964, 4008 |
| 21                                             | Tiszatarjáni elágazás                              | 24.7 km | 3963, 3964, 4008 |
| 22                                             | Tiszakeszi elágazás                                | 29.6 km | 3963, 3964, 3976, 4008 |
| 23                                             | Mezőcsát, vasútállomás bejárati út                 | 30.0 km | 3963, 3964, 3976, 4008 |
| 24                                             | Mezőcsát, autóbusz-váróterem végállomás            | 31.2 km | 3741, 3743, 3963, 3964, 3976, 4008, 4009, 4010, 4021, 4028, 4030 |